# 河東町倉橋
河東町倉橋（かわひがしまち くらはし）は、福島県会津若松市の大字である。郵便番号は969-3463。

## 地理
会津若松市北部の河東地区（旧河沼郡河東町域）に属する。北で高野町上沼、河東町広田、河東町金田、東で一箕町大字松長、南で一箕町大字鶴賀、高野町大字上高野、南西で高野町大字中沼とそれぞれ隣接する。概ね町村制施行以前の河沼郡倉橋村の流れを汲む地域である。河東地区南部に位置し、一級水系阿賀野川水系大工川下流域と左岸支流の不動川にはさまれた流域の一部を主な範囲とする。南北に福島県道69号北山会津若松線と、会津若松駅でスイッチバック上に合流するJR磐越西線郡山方面、喜多方方面がそれぞれ縦断する。域内は全体にわたり水田が広がり、南部の槻木や倉道、中部の藤倉や北部の難波などの字に集落が点在する。

### 主な字
字
- 井戸尻甲
- 姥ヶ懐乙
- 大坪乙
- 鏡山
- 柿在家
- 柿在家丙
- クネノ内丙

- 倉道
- 小峯下
- 小峰下戊
- 三百刈戊
- 庄司口乙
- 新田東丁
- 新六作丁

- 千苅
- 新田山甲
- 田中丙
- 大工川
- 槻木
- 槻木東
- トノ畑乙

- 堂の北
- 堂ノ北甲
- 難波
- 鼠屋敷戊
- ノクネ甲
- 畑ヶ田
- 畑田戊

- 東畑乙
- 藤倉
- 藤倉甲
- 藤田
- 柳林
- 柳林甲
- 割新田甲

### 河川・湖沼
一級水系阿賀野川水系
- 溷川
  - 大工川
  - 不動川
    - 金山川

## 歴史
- 1875年 - 難波野分、鏡山分、藤倉村、槻橋村、倉道村が統合され倉橋村が発足する。
- 1879年1月27日 - 倉橋村が福島県内における郡区町村制の施行により河沼郡の村となる。
- 1889年4月1日 - 町村制の施行により倉橋村が周辺7村と合併し日橋村が発足する。旧倉橋村域は日橋村の大字となる。
- 1957年4月1日 - 日橋村が堂島村と合併して河東村が発足し、河東村の大字となる。
- 1978年4月1日 - 河東村が町制施行し、河東町の大字となる。
- 2005年11月1日 - 河東町が会津若松市に編入され、会津若松市の大字となる。

## 世帯数と人口
2024年1月1日現在の世帯数と人口は以下の通りである。
| 大字       | 世帯数 | 人口  |
| ---------- | ------ | ----- |
| 河東町倉橋 | 96世帯 | 244人 |

## 小・中学校の学区
市立小・中学校に通う場合、学区は以下の通りとなる。
| 番地 | 小学校                       | 中学校                       |
| ---- | ---------------------------- | ---------------------------- |
| 全域 | 会津若松市立河東学園前期課程 | 会津若松市立河東学園後期課程 |

## 交通

### 鉄道
JR東日本
- 磐越西線

### 道路
- 国道49号滝沢バイパス
- 福島県道69号北山会津若松線
  - 大工川橋
  - 中沼橋
- 幹線市道Ⅱ-43号・一般市道河3-164号（会津広域農道）
  - 倉橋
  - 中前田橋

## 施設
- 藤倉公民館
- 槻木多目的集落センター
- 倉道多目的集落センター
- 延命寺
- 明呂神社
- 鬼渡神社
- 熊野神社
- 藤倉神社